# Melissa Sue Anderson
Melissa Sue Anderson (* 26. September 1962 in Berkeley, Kalifornien) ist eine US-amerikanisch-kanadische Schauspielerin. Ihre bekannteste Rolle war die der Mary Ingalls in der Fernsehserie Unsere kleine Farm.

## Leben
Anderson zeigte schon als junges Mädchen hohe Intelligenz, was dazu führte, dass sie einen vorzeitigen High-School-Abschluss machen durfte. Auf Drängen eines Tanzlehrers, der in Anderson ein hoffnungsvolles Talent sah, engagierten ihre Eltern einen Agenten für ihre Tochter. Die Nachfrage war groß und nach einigen Werbespots und Gastauftritten (unter anderem 1973 in Drei Mädchen und drei Jungen) engagierte Michael Landon sie für seine Serie Unsere kleine Farm. Für ihre Leistung in der Doppelepisode, in der die von ihr verkörperte Mary Ingalls erblindet, wurde Anderson 1978 für einen Emmy Award nominiert.
Nach ihrem Ausstieg aus der Serie wirkte die Schauspielerin in vielen weiteren Serien und Filmen mit, mit denen sie allerdings nicht an den Erfolg der Kleinen Farm anknüpfen konnte. 1979 erhielt sie einen Emmy Award für ihre Rolle in Which Mother Is Mine?. Im selben Jahr hatte sie eine Gastrolle in der Serie Love Boat und war 1981 in dem Horrorfilm Ab in die Ewigkeit mit Glenn Ford zu sehen. 2006 übernahm sie eine Rolle in der Fernsehproduktion 10.5 – Apokalypse.
Anderson war von März 1990 bis zu seinem Tod im August 2025 mit dem Produzenten und Drehbuchautor Michael Sloan verheiratet, mit dem sie zwei Kinder hat. Die Familie lebt seit 2002 in Montreal und besitzt seit 2007 die kanadische Staatsbürgerschaft.

## Filmografie (Auswahl)
- 1972: Verliebt in eine Hexe (Staffel 8, Folge 20)
- 1973: Drei Mädchen und drei Jungen (The Brady Bunch; Fernsehserie, Staffel 5, Folge 4)
- 1973: Shaft (Fernsehserie, 1 Folge)
- 1974–1981: Unsere kleine Farm (als Mary Ingalls / Mary Ingalls Kendall) (163 Folgen)
- 1976: Der Sieg seines Lebens (The Loneliest Runner)
- 1978–1986: Love Boat (5 Folgen: Staffel 2, Folge 9; Staffel 3, Folge 8; Staffel 4, Folge 8; Staffel 9 Folge 22 und 23)
- 1980: Fantasy Island (Fernsehserie, 1 Folge)
- 1981: Ab in die Ewigkeit (Happy Birthday to me)
- 1982, 1983: Spider-Man und seine außergewöhnlichen Freunde (Spider-Man and His Amazing Friends; Fernsehserie, 2 Folgen)
- 1984: Die Killermaschine (Goma-2)
- 1984: Mord ist ihr Hobby (Staffel 1, Folge 4 Im falschen Film)
- 1984, 1985: Hotel (Fernsehserie, 2 Folgen)
- 1987, 1988: Der Equalizer (Fernsehserie, 4 Folgen)
- 1988: Rache ohne Hoffnung (Far North)
- 1988–1989: Alfred Hitchcock zeigt (2 Folgen: Staffel 3, Folge 1; Staffel 4, Folge 8)
- 1989: Looking Your Best
- 1990: Dead Men Don’t Die
- 1998: Erdbeben in New York (Fernsehfilm)
- 2006: 10.5 – Apokalypse (Fernseh-Miniserie)
- 2018: The Con Is On

## Bücher
- The way I see it. A look back at my life on Little house. Globe Pequot Press, Guilford 2010. (Autobiografie)